# Love You till Tuesday (фильм)
«Love You till Tuesday» — музыкальный промофильм, предназначенный для демонстрации талантов Дэвида Боуи, снятый в 1969 году. Фильм был последней попыткой его менеджера, Кеннета Питта (англ. Kenneth Pitt), представить Боуи более широкой аудитории. Питт начал подготовку к съемке фильма, после предложения Гюнтера Шнайдера (англ. Gunther Schneider), продюсера немецкого телешоу «4-3-2-1 Musik Für Junge Leute», выходившем на телеканале ZDF.
Фильм был снят в период с: 26 января 1969 по 7 февраля 1969 года, а издан лишь в мае 1984 года, лейблом PolyGram.

## Производство
Питт пригласил своего друга, режиссёра Малкольма Томсона (англ. Malcolm J Thomson) снять получасовой фильм, который должен был продемонстрировать семь песен Боуи (четыре из его дебютного альбома, плюс новые композиции «When I’m Five» и «Ching-a-Ling». В фильм также был включен номер пантомимы «The Mask». Прежде, чем начались съемки, Боуи добавил ещё одну новую песню к запланированному фильму — «Space Oddity». Его тогдашняя подруга, Гермиона Фартингэйл (англ. Hermione Farthingale) и его друг Джон Хатчинсон (англ. John Hutchinson) также появились с ним в этом фильме. Сам Боуи носил парик на всем протяжении съемок, так как подстриг волосы до армейской длины, чтобы пройти прослушивание для фильма «The Virgin Soldiers». Версии трех песен на немецком языке, и повествование для последовательности пантомимы, также были записаны. Съемка фильма была закончена 7 февраля 1969 года.
Фильм обошёлся значительно дороже, чем ожидал Питт, и он столкнулся с Томсоном, который хотел сделать сегмент «Space Oddity» (демонстрирующем Боуи, играющего 'Ground Control' и 'Майора Тома', который становится соблазненным космическими девами) значительно более рискованным. Фильм не сумел заинтересовать покупателя, однако, и Шнайдер покинул телеканал ZDF. Питт отложил результаты, и продолжил быть менеджером Боуи до 1971 года.
В 1984 году, связи с глобальной славой Дэвида Боуи, и растущей популярностью домашнего видео, побудило Питта связаться с лейблом PolyGram, который выпустил фильм в мае того же года. Лейбл Deram Records издал саундтрек к фильму, в том же месяце.
Фильм был переиздан на DVD в 2005 году.

## Список композиций
1. «Love You till Tuesday»
2. «Sell Me a Coat»
3. «When I’m Five»
4. «Rubber Band»
5. «The Mask (A Mime)»
6. «Let Me Sleep Beside You»
7. «Ching-a-Ling»
8. «Space Oddity»
9. «When I Live My Dream»

- Nicholas Pegg, The Complete David Bowie, Page 521, Reynolds & Hearn Ltd, 2004, ISBN 1-903111-73-0